# Saint-Loup (Rodano)
Saint-Loup è un comune francese di 1 006 abitanti situato nel dipartimento del Rodano della regione Alvernia-Rodano-Alpi.

## Società

### Evoluzione demografica
Abitanti censiti